# 布兰迪·查斯顿
布兰迪·查斯顿（英語：Brandi Chastain，1968年7月21日—），美国女子足球运动员。她曾代表美国国家队参加1996年、2000年和2004年夏季奥林匹克运动会足球比赛，获得二枚金牌和一枚银牌。